# Athyrium silvicola
Athyrium silvicola là một loài thực vật có mạch trong họ Woodsiaceae. Loài này được Tagawa miêu tả khoa học đầu tiên năm 1933.